# 존 베이너
존 앤드루 베이너(영어: John Andrew Boehner, IPA: [ˈbeɪnər], 1949년 11월 17일 ~ )는 미국의 정치인이다. 2011년 1월 5일부터 2015년 10월 30일까지 연방 하원의장을 재직하였다.

## 어린 시절
오하이오주 신시내티 부근의 작은 도시 레딩에서 태어났다. 어린 시절, 그는 많은 형제 자매들이 있었으나, 집안 형편이 넉넉하지 못해 신시내티 시내의 작은 집에서 살았다. 베트남 전쟁 때 입대했으나, 허리가 좋지 않아 8주만에 의병 전역했다. 그 후 시절 온갖 궃은 일을 하며 제이비어 대학교를 졸업하였고, 플라스틱 포장재를 만드는 조그만 회사에 들어갔다가 판매능력을 인정받아 그 회사를 인수하였다.

## 초기 정치 경력
노동 계층에 속한 베이너의 부모는 본래 민주당 성향이어서, 베이너도 자연스럽게 민주당을 지지했으나, 베이너가 일자리를 갖게 된 후 급료에서 세금이 뭉텅 빠져 나가는 것을 보고 격분하게 되면서 공화당에 마음이 기울어진 것으로 알려져 있다. 1982년 신시내티 북쪽의 버틀러 군 위원회에서 일하며 지역 정치에 관계하기 시작했고, 1985년 ~ 1990년 오하이오 주의회 의원을 거쳐 연방 하원의원으로 선출되어 1991년부터 재직하고 있다.
베이너는 무명의 초선의원이었지만, 1992년 하원 의사당내 우체국과 은행의 비리를 파헤치는 활약을 펼쳐 다른 6명의 초선의원과 함께 전국적으로 알려지게 되었다. 1994년 중간 선거 때 뉴트 깅리치 당시 공화당 하원 원내대표가 주도한 미국과의 계약(Contract with America) 입안 작업에 참여하였고, 그 공로로 그 다음해부터 공화당의원총회 의장으로 하원 내에서 상위 서열에 들게 되었다. 1998년 중간 선거의 패배로 의원총회 의장직을 내놓았다. 2001년 하원 노동교육위원회 위원장에 임명되었다.

## 하원 원내대표
베이너는 2006년 2월 공화당 하원 원내대표로 선출되었다. 당시 하원에서 공화당은 부패 스캔들로 얼룩져 있었고 베이너는 당 정신과 비전의 쇄신을 내세웠다. 그러나 2006년 중간 선거에서는 조지 W. 부시 대통령과 공화당에 대한 인기가 매우 떨어진 상태였기 때문에, 공화당은 하원에서 크게 패하였다. 하원 선거 패배에도 베이너는 다시 공화당 원내대표로 선출되었고 2007년 1월, 하원 다수당 지위가 민주당에 넘어가 데니스 해스터트가 하원의장직에서 물러나면서 베이너는 하원 내에서 공화당 서열 1위에 올랐다.
2008년 대통령 선거에서 버락 오바마 민주당 후보가 당선되었고, 공화당은 계속 하원 소수당 지위를 유지하면서 베이너는 야당의 대표로 오바마 정부의 정책을 비판하였다. 2010년 중간 선거에서 작은 정부를 지향하는 의보개혁법 철폐·지출삭감·세금감면 등을 주장하였다. 11월 2일 선거에서 그가 이끄는 공화당은 하원에서 50석 이상을 얻으며 1938년 이후 72년 만에 가장 많은 의석을 민주당에서 빼앗으며 하원 다수당이 되었다. 공화당이 하원 다수당이 되면서 민주당 출신의 낸시 펠로시가 갖고 있던 대통령과 부통령 다음가는 미국 권력 제3위인 하원의장 자리는 그에게 넘어가게 되었다.

## 하원의장
2011년 1월 5일 제61대 하원의장으로 취임하였다. 2015년 9월 25일 베이너는 10월 30일에 하원의장 직에서 물러남과 동시에 하원을 떠난다고 발표하였다.

## 역대 선거 결과
| 선거명      | 직책명                        | 대수  | 정당   | 득표율 | 득표수    | 결과 | 당락                     |
| ----------- | ----------------------------- | ----- | ------ | ------ | --------- | ---- | ------------------------ |
| 1990년 선거 | 하원의원 (오하이오 제8선거구) | 102대 | 공화당 | 61.12% | 99,955표  | 1위  | 오하이오주 하원의원 당선 |
| 1992년 선거 | 하원의원 (오하이오 제8선거구) | 103대 | 공화당 | 73.98% | 176,362표 | 1위  | 오하이오주 하원의원 당선 |
| 1994년 선거 | 하원의원 (오하이오 제8선거구) | 104대 | 공화당 | 99.94% | 148,338표 | 1위  | 오하이오주 하원의원 당선 |
| 1996년 선거 | 하원의원 (오하이오 제8선거구) | 105대 | 공화당 | 70.28% | 165,815표 | 1위  | 오하이오주 하원의원 당선 |
| 1998년 선거 | 하원의원 (오하이오 제8선거구) | 106대 | 공화당 | 70.75% | 127,979표 | 1위  | 오하이오주 하원의원 당선 |
| 2000년 선거 | 하원의원 (오하이오 제8선거구) | 107대 | 공화당 | 70.97% | 179,756표 | 1위  | 오하이오주 하원의원 당선 |
| 2002년 선거 | 하원의원 (오하이오 제8선거구) | 108대 | 공화당 | 70.81% | 119,947표 | 1위  | 오하이오주 하원의원 당선 |
| 2004년 선거 | 하원의원 (오하이오 제8선거구) | 109대 | 공화당 | 69.01% | 201,675표 | 1위  | 오하이오주 하원의원 당선 |
| 2006년 선거 | 하원의원 (오하이오 제8선거구) | 110대 | 공화당 | 63.81% | 136,863표 | 1위  | 오하이오주 하원의원 당선 |
| 2008년 선거 | 하원의원 (오하이오 제8선거구) | 111대 | 공화당 | 67.90% | 202,063표 | 1위  | 오하이오주 하원의원 당선 |
| 2010년 선거 | 하원의원 (오하이오 제8선거구) | 112대 | 공화당 | 65.64% | 142,731표 | 1위  | 오하이오주 하원의원 당선 |
| 2012년 선거 | 하원의원 (오하이오 제8선거구) | 113대 | 공화당 | 99.22% | 246,378표 | 1위  | 오하이오주 하원의원 당선 |
| 2014년 선거 | 하원의원 (오하이오 제8선거구) | 114대 | 공화당 | 67.19% | 126,539표 | 1위  | 오하이오주 하원의원 당선 |